# Galindo I. Aznárez
Galindo I. Aznárez († nach 867) war ein Graf von Aragón in der Mitte des 9. Jahrhunderts aus dem Haus Galíndez. Er war ein Sohn des Grafen Aznar I. Galíndez.
Wann und unter welchen Umständen Galindo die Grafschaft Aragón erlangte, ist unklar. Sein Vater war einst von seinem Schwager, García Galíndez „dem Bösen“, vertrieben worden, wobei sein Bruder Centulio ermordet wurde. Möglicherweise konnte er die Macht in Aragón mittels der Unterstützung der Könige von Pamplona zurückgewinnen. Galindo (Galindo gratia Dei comes) tritt in drei in die Jahre 858 und 860 datierten Urkunden des Königs García Jiménez als erstgenannter Zeuge auf, die jeweils Schenkungen an die Abtei San Martín de Cillas dokumentieren. Wahrscheinlich war dieser König mit dem namensgleichen Vater der Ehefrau seines Enkels Galindo II. identisch. Weiterhin war sein Sohn Aznar II. mit einer Tochter des Königs García Íñiguez verheiratet. Wahrscheinlich führte Galindo ein politisches Wechselspiel zwischen diesen beiden Königen, die offenbar um die Macht in Pamplona konkurrierten, um deren Unterstützung zu gewinnen.
Weiterhin tätigte Galindo (Galindo Asinarii comes) zwei Schenkungen an die Abtei San Pedro de Siresa, von denen die spätere in das Jahr 867 datiert und zugleich seine letzte Nennung markiert. Diese Urkunde nennt als aktuell regierende Herrscher die Könige „Karlo rege in Franza, Aldefoso filio Ardonis in Gallia Comata, Garsia Enneconis in Pampilona“. Dies stellt zugleich die letzte Berücksichtigung eines fränkischen Königs in den Urkunden der aragónesischen Grafen dar.